# Anja Tepeš
Anja Tepeš est une sauteuse à ski slovène née le 27 février 1991. Elle est membre du club « SD Dolomiti ». Elle a fait ses débuts en équipe nationale en 2003 et en Coupe continentale en 2005.

## Carrière
Anja Tepeš apparait dans des compétitions FIS à partir de 2003. Elle fait ses débuts en Coupe continentale en janvier 2005 à Planica où elle se classe seizième. Finalement dans cette compétition, son meilleur résultat est une quatrième place obtenue en 2007 à Saalfelden. À partir de 2011, elle participe à la Coupe du monde créée cette année. Elle marque ses premiers points lors de la saison 2012-2013, arrivant même à atteindre trois fois un classement dans les dix premières. En 2013, elle se déchire les ligaments croisés du genou à Oslo. Elle fait son retour en fin d'année, mais elle est de nouveau victime de cette blessure à Planica.

## Biographie
Elle est la fille du sauteur à ski Miran Tepeš et la sœur d'un autre sauteur actuellement en activité Jurij Tepeš.

## Palmarès

### Championnats du monde
| Épreuve / Édition | Oslo 2011 |
| Individuel        | 30e       |

### Coupe du monde
- Meilleur classement général : 17e en 2013.
- Meilleur résultat individuel : 8e.

#### Classements généraux annuels
| Année | Rang |
| 2013  | 17e  |
| 2014  | 48e  |

### Coupe continentale
- Meilleur classement général : 15e en 2011.
- Meilleur résultat individuel : 4e.